# Muota
Die Muota ist ein rund 30 Kilometer langer Fluss in der Schweiz, der durch das gleichnamige Tal in den Schwyzer Alpen fliesst und bei Brunnen in den Vierwaldstättersee mündet.

## Name
Der Name des Flusses wird abgeleitet von Muoth-Aa, was Mutige Ach bedeutet. Dabei ist das Wort Muot in seiner ursprünglichen Bedeutung «heftige Erregung» oder «Zorn» zu verstehen und bezeichnet somit einen Fluss mit einem reissenden Lauf.

## Geographie

### Verlauf

#### Gwalpetenbach
Die Muota entspringt als Gwalpetenbach auf einer Höhe von 1799,6 m ü. M. im Kanton Uri etwa 200 Meter von der Grenze zum Kanton Schwyz.
Der Gwalpetenbach fliesst zunächst entlang der Kantonsgrenze durch Gwalpeten nach Norden und nimmt dabei rechts und links eine Reihe von weiteren Quellbächen auf. Er läuft dann durch den Ruosalper Wald, wird auf seiner rechten Seite vom Spitzbächbach gestärkt und vereinigt sich südlich der Alpwirtschaft Sahli mit dem aus dem Süd-Südwesten kommenden Ruosalper Bach zur Muota.

#### Muota

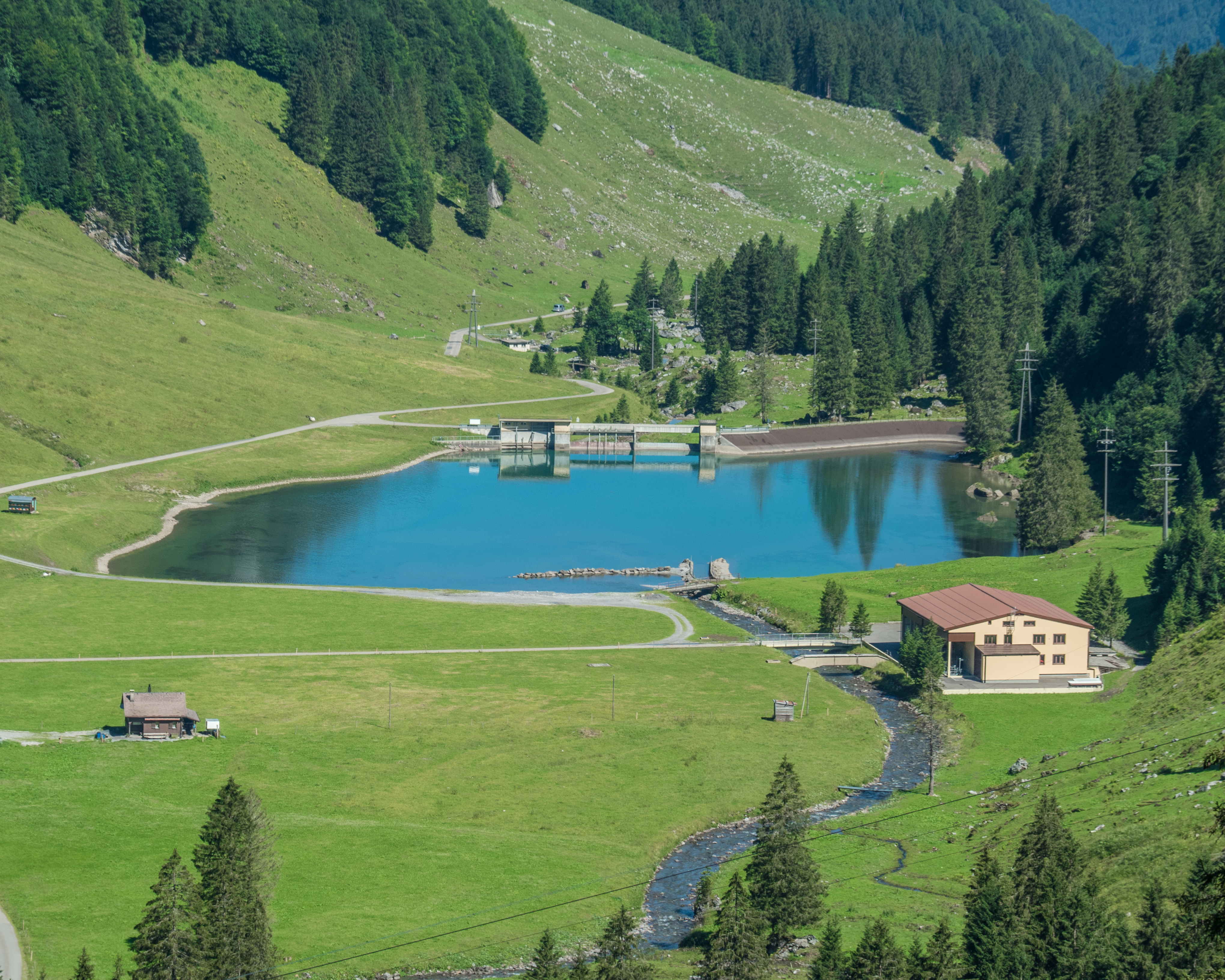
Die junge Muota fliesst ins Ausgleichsbecken Sahliboden im Bisisthal

Die Muota verlässt nun den Wald, fliesst dann im Kanton Schwyz weiter in Richtung Norden durch Bergwiesen und wird nach etwa 200 Metern auf der rechten Seite vom Milchbüelenbach gestärkt. Kurz darauf bildet die Muota den kleinen Saalisee, in den von Osten her der Eigelibach einmündet. Westlich von Oberbergli fliesst ihr von rechts der Mälchbergbach und dann etwas weiter nördlich bei Seeberg auf der anderen Seite der Gigenbach zu. Südlich von Bisisthal nimmt die Muota von rechts den Rätschtalbach und bei Mettelen auf der gleichen Seite den Brustbach auf.
Die Muota läuft nun in Richtung Nordwesten durch einen Grünlandstreifen, der rechts und links von Wald begleitet wird. Östlich der politischen Gemeinde Muotathal wird sie von der aus dem Nordosten kommenden Starzlen gestärkt. Am Ortseingang nimmt sie dann auf der linken Seite den aus dem Süden kommenden Hüribach auf und in der Ortschaft selbst fliessen ihr von rechts zunächst der Hofbach und danach das Bächleren zu.
Zwischen dem Dorf Muotathal und dem zu der Gemeinde Muotathal gehörenden Weiler Ried läuft die Muota in westnordwestlicher Richtung und wird nacheinander zunächst auf der rechten Seite durch den Mettelbach, gleich darauf auf der anderen Seite durch den Bürgelibach, dann auf der gleichen Seite durch den Rambach gespeist. Es folgen dann der Tschuppelbach von rechts, der Bettbach auch von rechts und schliesslich der Tröliger Bach von links.
Die Muota fliesst nun südlich am Weiler entlang. Dort laufen ihr auf der linken Seite von Süden kommend der Lochbach, der Blackerlibach, der Stoosbach und von rechts das Riedbächli zu. Die Muota wird dann zu einem kleinen Teich gestaut.
Direkt danach, bei der Talstation der Stoosbahn, nimmt die Muota auf ihrer rechten Seite den Chlingentobelbach und etwas später auf der anderen Seite den Helltobel(bach) auf. Danach biegt sie scharf nach Norden ab und zwängt sich durch ein enges Tal. Sie erreicht nun den zur Gemeinde Schwyz gehörenden Gemeindeteil Ibach, wo ihr auf der rechten Seite zuerst der gleichnamige Bach und etwas flussabwärts der Tobelbach zufliesst.
Die Muota bewegt sich nun nach Westen, unterquert dann die Autobahn A4 und biegt danach beim Weiler Schränggigen (auf dem Gebiet des Gemeindeteils Wylen der Gemeinde Ingenbohl) nach Süd-Südwesten ab. Danach wird sie bei Wylen auf ihrer rechten Seite von der Seeweren verstärkt.
Sie durchfliesst noch südwärts den Ingenbohler Gemeindeteil Brunnen und mündet schliesslich auf einer Höhe von 434 m ü. M. in den Vierwaldstättersee.
Der etwa 33 Kilometer lange Lauf der Muota endet ungefähr 1366 Höhenmeter unterhalb des Ursprungs ihres Quellbachs, sie hat somit ein mittleres Sohlgefälle von etwa 41 ‰.

Flussimpressionen
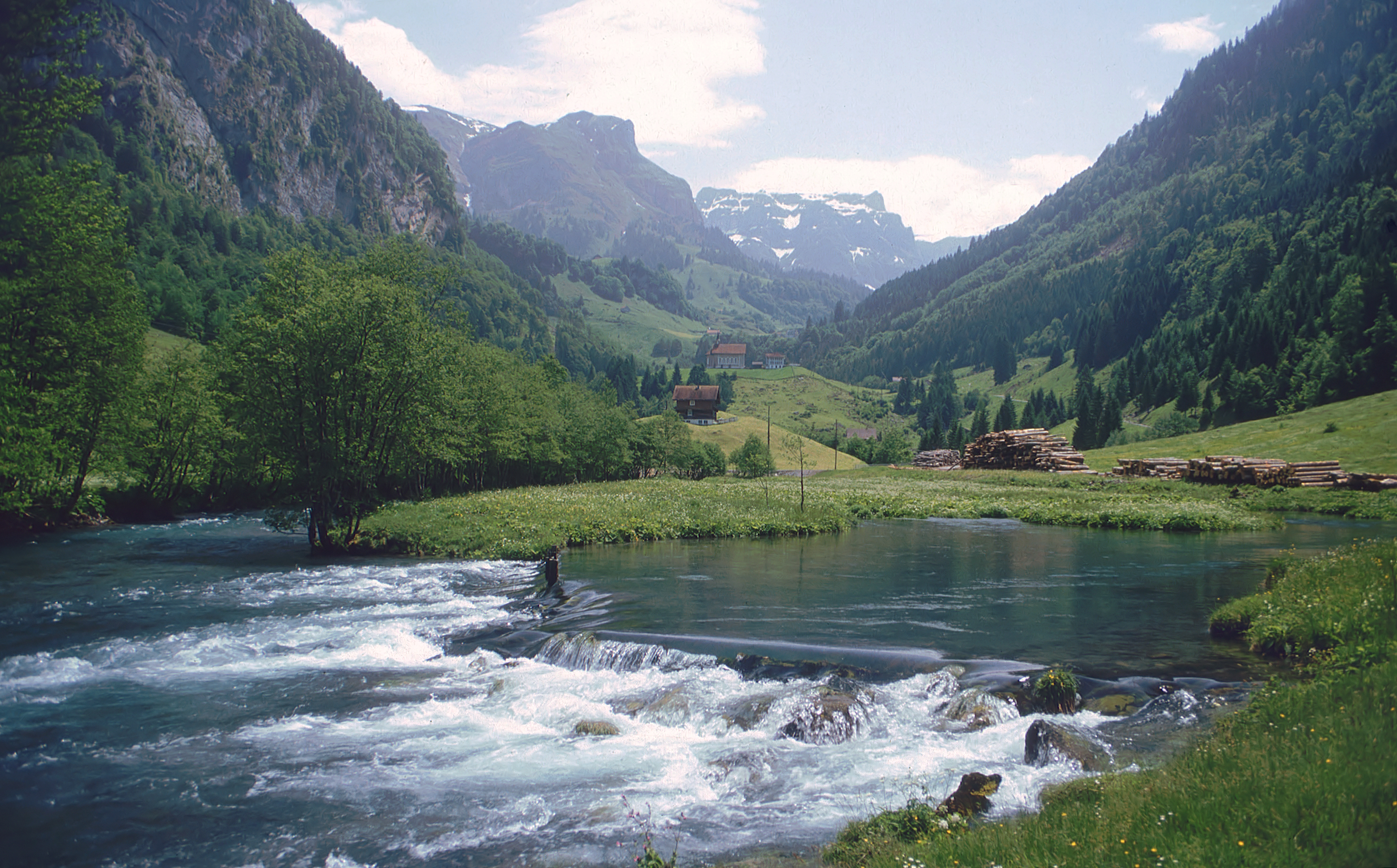
Die Muota im Bisistal
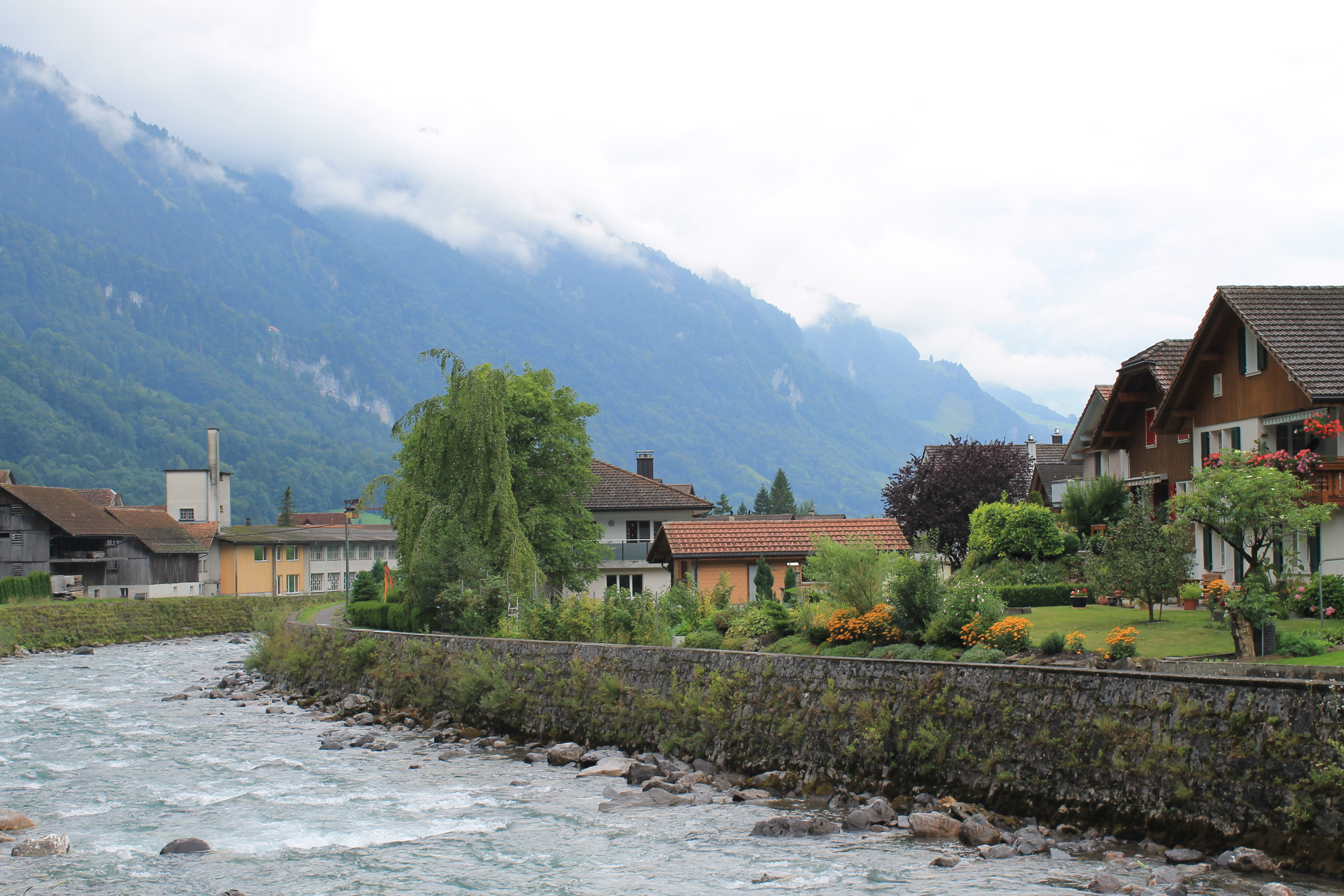
Die Muota bei Muotathal
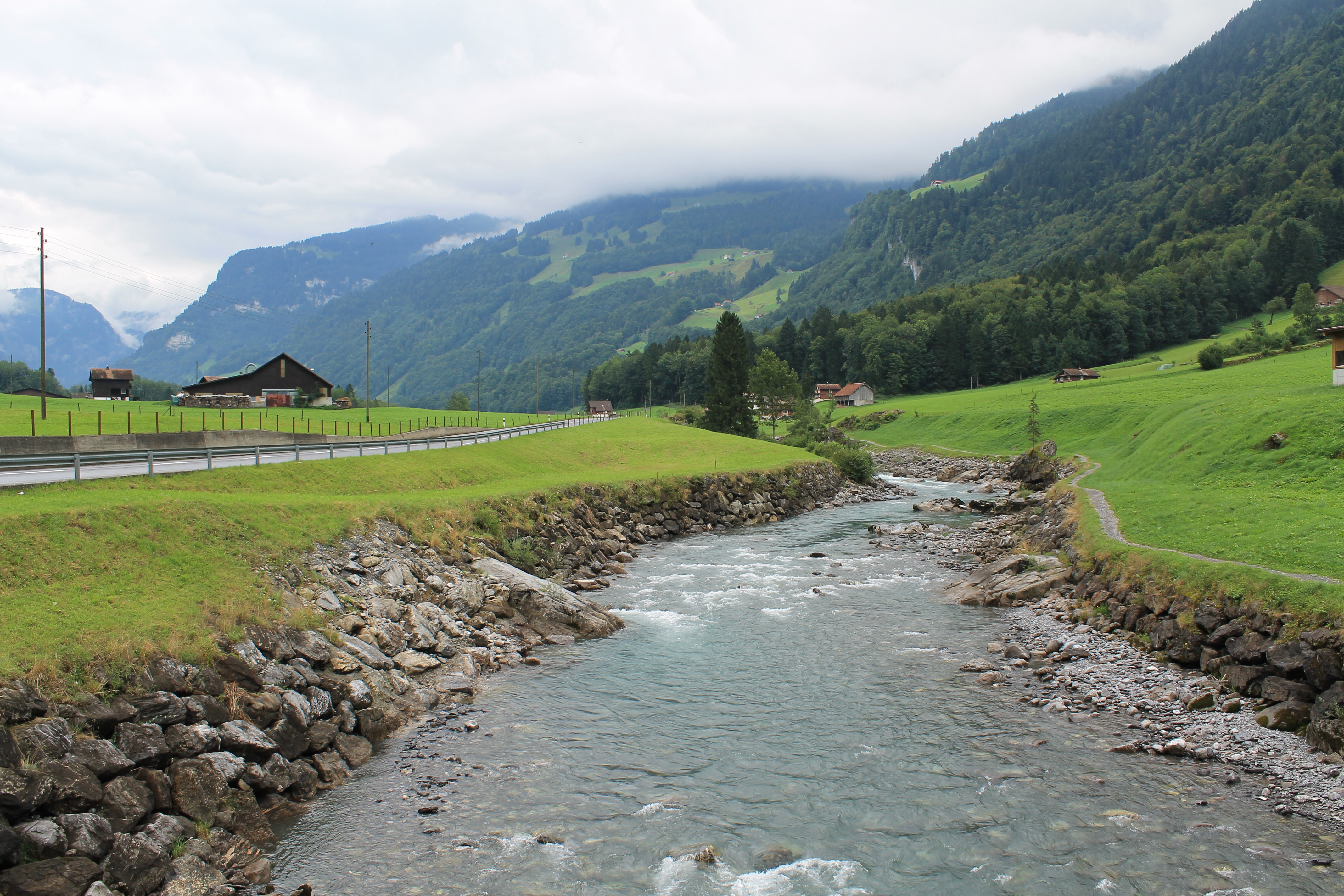
Die Muota südlich von Illgau
Die Muota bei Ibach
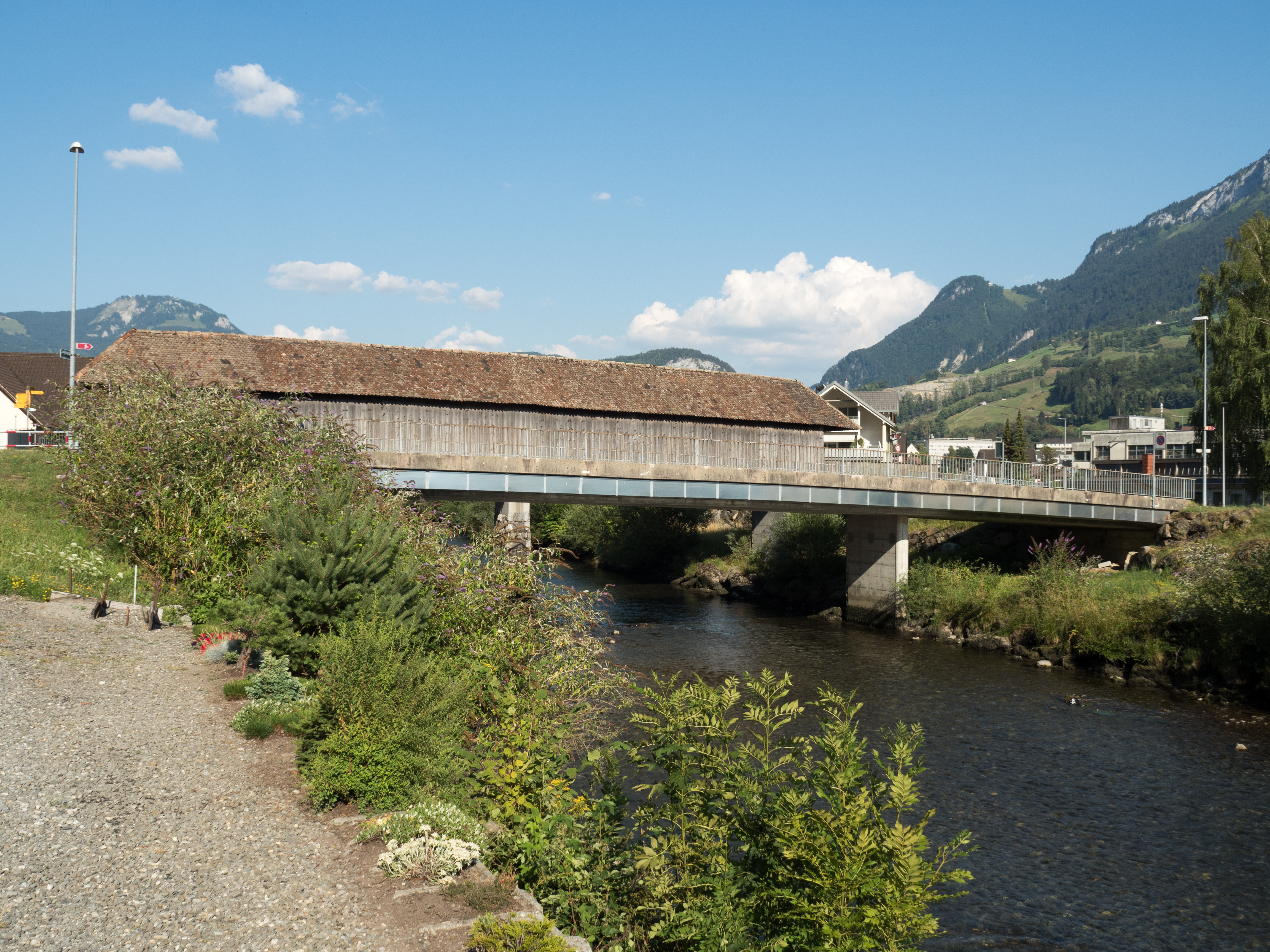
Die Muota in Brunnen
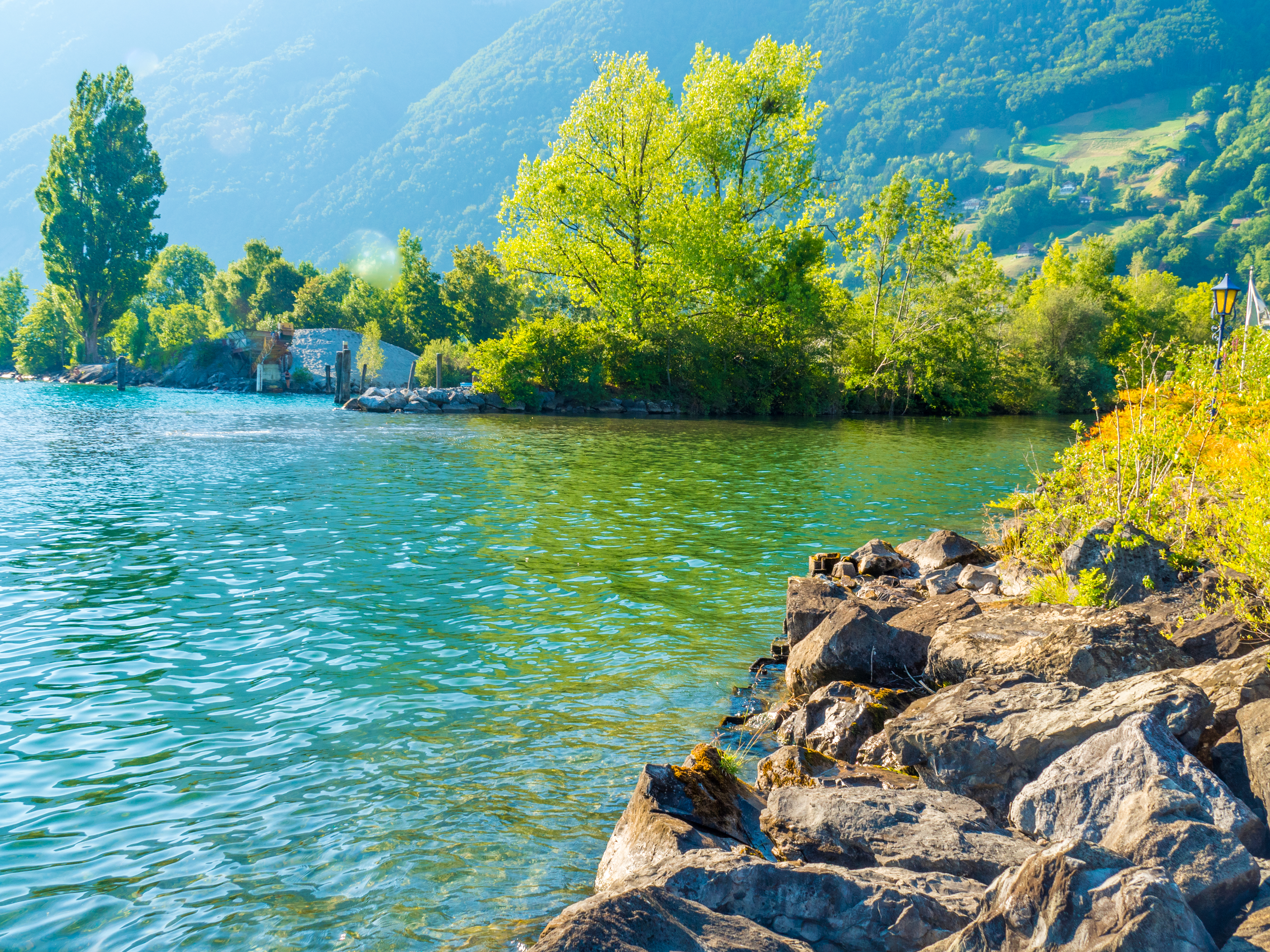
Mündung der Muota in den Vierwaldstättersee bei Brunnen

### Einzugsgebiet
Das 316 km² grosse Einzugsgebiet der Muota liegt in den Schwyzer Alpen und wird durch sie über die Reuss, die Aare und den Rhein zur Nordsee entwässert.
Es grenzt
- im Nordosten an das Einzugsgebiet der Sihl, die über die Limmat in die Aare entwässert,
- im Osten an das der Linth, die in die Limmat mündet,
- im Südosten an das des Fätschbachs, der in die Linth mündet,
- im Süden an das des Schächen, der in die Reuss mündet,
- im Südwesten an das Einzugsgebiet des Riemenstaldnerbachs, der in den Urnersee mündet und an das des Leewassers, das in den Vierwaldstättersee mündet,
- im Nordwesten an das der Lorze, die ebenfalls ein Zufluss der Reuss ist und
- im Norden an das der Alp, die in die Sihl mündet.

Das Einzugsgebiet besteht zu 27,6 % aus bestockter Fläche, zu 43,3 % aus Landwirtschaftsfläche, zu 3,7 % aus Siedlungsfläche und zu 25,4 % aus unproduktiven Flächen.
Die Flächenverteilung
Die höchste Erhebung ist der Bös Fulen mit 2801 m ü. M. im Osten des Einzugsgebiets. Die mittlere Höhe beträgt 1362,7 m ü. M. und die minimale Höhe liegt bei 397 m ü. M.

### Hydrologischer Hauptstrang
Direkter Vergleich beim Zusammenfluss:
| Name           | Länge in km | EZG in km² | MQ in l/s |
| -------------- | ----------- | ---------- | --------- |
| Gwalpetenbach  | 2,8         | 7,58       | 560       |
| Ruosalper Bach | 5,3         | 12,22      | 890       |

Der Ruosalper Bach ist länger, hat ein grösseres Einzugsgebiet und einen grösseren mittleren Abfluss (MQ). Es ist somit der hydrologische Hauptstrang.

### Zuflüsse
Der grösste Zufluss der Muota ist der kurz vor der Mündung bei Brunnen einmündende Seeweren. Weitere grössere Zuflüsse sind die Starzlen, der Hüribach, der Bürgelibach und der Chlingentobelbach.
| Name                         | GKZ      | Lage   | Länge in km | EZG in km² | MQ in m³/s | Mündung Koordinaten                                           | Mündungshöhe in m | Bemerkungen |
| ---------------------------- | -------- | ------ | ----------- | ---------- | ---------- | ------------------------------------------------------------- | ----------------- | --- |
| Spitzbächbach                | CH012656 | rechts | 001,3000    |            |            | bei Spitzbäch, Bisisthal                                      | 1217,600000       | Mündet in den Gwalpetenbach                                                                                           |
| Ruosalper Bach               | CH004341 | links0 | 005,6000    | 0012,220   | 0000,890   | bei der Talstation der Luftseilbahn Sahli–Glattalp, Bisisthal | 1149,600000       | Zusammenfluss mit dem Gwalpetenbach zur Muota                                                                         |
| Milchbüelenbach              | CH004340 | rechts | 002,0000    | 0007,420   | 0000,550   | nördlich der Alpwirtschaft Sahli, Bisisthal                   | 1140,900000       | Oberlauf: Taschibach Ist unterirdisch mit dem Vorderen Läckibach verbunden. Gesamtlänge mit Vorderen Läckibach 4,5 km |
| Waldibach                    | CH003906 | links0 | 001,2000    | 0001,710   |            | bei Saliboden, Bisisthal                                      | 1134,000000       | Bach vom Waldisee mündet in den Saalisee                                                                              |
| Eigelibach                   | SZ241829 | rechts | 000,5000    |            |            | bei Saliboden, Bisisthal                                      | 1134,000000       | Mündet in den Saalisee                                                                                                |
| Mälchbergbach                | CH004339 | rechts | 002,7000    | 0018,410   |            | nordwestlich von Oberbergli, Bisisthal                        | 983,900000        | Alternativname: Höchweidbach                                                                                          |
| Schwarzenbach                | SZ241208 | rechts | 001,2000    | 0003,160   |            | nördlich des Restaurants Schwarzenbach, Bisisthal             | 849,000000        | |
| Gigenbach                    | CH004338 | links0 | 003,3000    | 0007,580   |            | bei Hinterseeberg, Bisisthal                                  | 785,200000        | Oberlauf: Sulzbach |
| Rätschtalerbach              | CH004337 | rechts | 005,6000    | 0006,810   |            | bei Vorderseeberg, Bisisthal                                  | 781,800000        | Alternativname: Rätschtalbach                                                                                         |
| Brustbach                    | SZ241216 | rechts | 004,2000    | 0005,940   |            | südlich von Mettlen, Bisisthal                                | 777,400000        | |
| Brustgraben                  | SZ241219 | links0 | 001,9000    |            |            | südöstlich von Muotathal                                      | 685,700000        | |
| (Bach vom) Schlichet Brünnen | SZ241209 | rechts | 000,7000    |            |            | östlich von Muotathal                                         | 632,700000        | |
| Starzlen                     | CH004334 | rechts | 009,2000    | 0026,050   | 0001,640   | östlich von Muotathal                                         | 631,500000        | |
| Hüribach                     | CH004333 | links0 | 009,3000    | 0028,320   | 0002,040   | in Muotathal-Hinterthal                                       | 623,200000        | Oberlauf: Wängibach                                                                                                   |
| Hofbach                      | SZ241191 | rechts | 002,2000    |            |            | in Muotathal                                                  | 614,200000        | |
| Bächleren                    | SZ241190 | rechts | 001,6000    |            |            | in Muotathal                                                  | 611,800000        | |
| Mettelbach                   | CH004329 | rechts | 004,4000    | 0003,570   | 0000,220   | westlich von Muotathal                                        | 594,500000        | |
| Bürgelibach                  | CH004332 | links0 | 005,7000    | 0010,820   | 0000,760   | westlich von Muotathal                                        | 593,500000        | Alternativname: Wicheltobel(bach)                                                                                     |
| Rambach                      | SZ241137 | links0 | 002,6000    | 0001,590   |            | östlich von Muotathal-Rambach                                 | 589,500000        | |
| Tschuppelbach                | SZ241844 | rechts | 000,9000    |            |            | nördlich von Rambach                                          | 586,200000        | |
| Bettbach                     | CH004330 | rechts | 003,6000    | 0004,750   | 0000,260   | südlich von Ried-Riedmattli                                   | 572,400000        | |
| Tröliger Bach                | CH004327 | links0 | 003,6000    | 0005,510   | 0000,370   | südlich von Ried-Kapellmatt                                   | 568,400000        | Alternativname: Laubgartenbach                                                                                        |
| Lochbach                     |          | links0 | 000,3000    |            |            | gegenüber von Ried                                            | 560,500000        | |
| Blackerlibach                | SZ241136 | links0 | 000,7000    |            |            | gegenüber von Ried                                            | 559,700000        | |
| Stoosbach                    | CH004326 | links0 | 003,6000    | 0005,370   | 0000,360   | gegenüber von Ried                                            | 558,300000        | |
| Riedbächli                   | SZ241135 | rechts | 001,9000    |            |            | bei Ried                                                      | 557,500000        | |
| Chlingentobelbach            | CH004324 | rechts | 005,8000    | 0009,220   | 0000,470   | bei der Talstation der Stoosbahn, Schwyz                      | 549,100000        | |
| Helltobel(bach)              | SZ241120 | links0 | 001,2000    | 0004,150   |            | bei Schwandli, Schwyz                                         | 486,200000        | |
| Plattentobel(bach)           | SZ241112 | links0 | 001,2000    |            |            | beim Kraftwerk Wernisberg, Ibach                              | 462,500000        | |
| Ibach                        | CH008845 | rechts | 003,5000    | 0004,630   | 0000,200   | beim Gärbihof, Ibach                                          | 452,000000        | Alternativname: Gibelbächli                                                                                           |
| Tobelbach                    | CH004322 | rechts | 005,2000    | 0007,330   | 0000,350   | bei Tschalungeren, Ibach                                      | 450,200000        | |
| Seeweren                     | CH000588 | rechts | 021,4000    | 0083,650   | 0003,430   | bei Wylen, Brunnen                                            | 437,600000        | Name bis zum Lauerzersee: Steiner Aa                                                                                  |
| Muota                        |          |        | 033,0000    | 0316,990   | 0018,580   | bei Brunnen                                                   | 43400000          | Mündet in den Vierwaldstättersee                                                                                      |

Anmerkungen zur Tabelle
1. ↑  Von der Quelle zur Mündung. Namen nach dem WebGIS des Kantons Schwyz. Daten von Swisstopo (map.geo.admin.ch)
2. ↑  Bezeichnung nach Flurnamen
3. ↑  Die Daten der Muota zum Vergleich

## Hydrologie

### Mittlerer Abfluss
Bei der Mündung der Muota in den Vierwaldstättersee beträgt ihre modellierte mittlere Abflussmenge (MQ) 18,58 m³/s. Ihr Abflussregimetyp ist nival de transition und ihre Abflussvariabilität beträgt 19.

### Hochwasser 2005
Bei den Überschwemmungen im August 2005 schwoll die Wassermenge bei der Messstation in Brunnen innert kurzer Zeit mit einem Abfluss von 433 m³/s auf das 21fache der normalen Wassermenge an. In Ibach trat sie am Vormittag des 23. August 2005 über die Ufer.

## Brücken

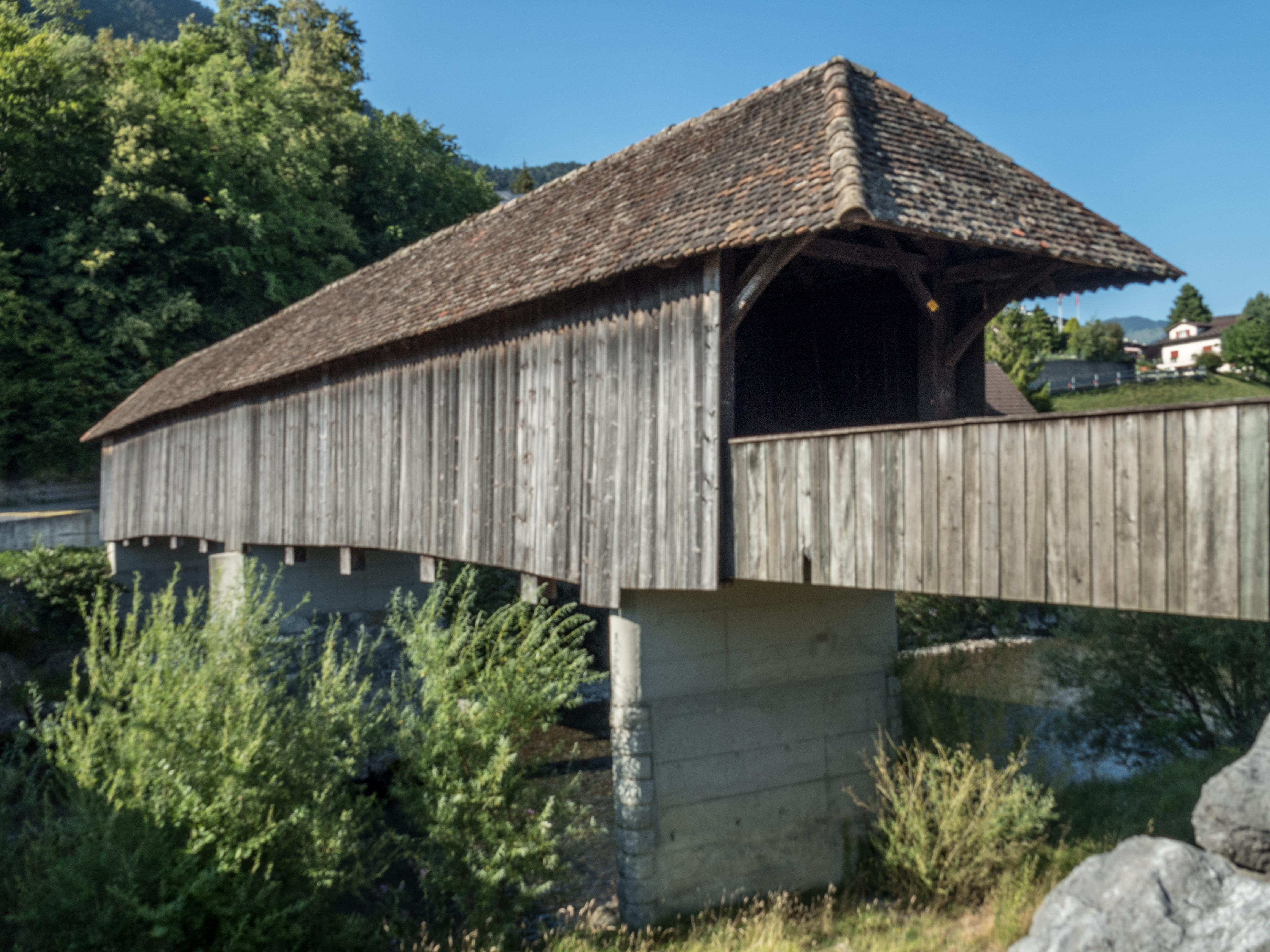
Die Wylerbrücke, eine gedeckte Holzbrücke über die Muota in Brunnen

Auf ihrem Weg wird sie von rund 50 Brücken und Stegen überspannt.
Fünf gedeckte Holzbrücken überqueren den Fluss, wobei die Suworowbrücke (gebaut 1810) in Schwyz-Oberschönenbuch und die Wylerbrücke (gebaut 1716) in Brunnen schützenswerte Bauobjekte sind.
Die alte (ausser Betrieb) und neue Brücke der Standseilbahn Schwyz–Stoos überqueren den Fluss in Schwyz-Schlattli.
Die Hintere Muotabrücke (gebaut 1912) in Ibach ist denkmalgeschützt.
Die Autobahn A4 (eröffnet 1983) überspannt den Fluss in Schwyz.